# Streaming LIVE "a la carte 2020" 〜実際にやってみた!〜 THE MOVIE
『Streaming LIVE "a la carte 2020" 〜実際にやってみた!〜 THE MOVIE』は、スキマスイッチのライブBlu-ray、DVD。

## 解説
- 2020年6月27日に開催された自身初の無観客有料配信ライブ「スキマスイッチ「Streaming LIVE "a la carte 2020" 〜実際にやってみた!〜」のライブ映像を収録。[1]
- スキマスイッチのオフィシャルファンクラブ「デラックス」の会員のみに販売された。[1]
- スリーブケース仕様。[1]
- 特典としてアクリルキーホルダーが付けられた。[1]

## バンドメンバー
| バンドメンバー | バンドメンバー           | バンドメンバー |
| -------------- | ------------------------ | -------------- |
| 大橋卓弥       | Vocal, Guitar            |                |
| 常田真太郎     | Piano, Keyboards, Chorus |                |
| 村石雅行       | Drums                    |                |
| 種子田健       | Bass                     |                |
| 石成正人       | Guitar, Chorus           |                |
| 浦清英         | Keyboards, Organ         |                |
| 松本智也       | Percussion, Chorus       |                |
| 宮崎隆睦       | Sax, Chorus              |                |
| 田中充         | Trumpet, Chorus          |                |

## 収録内容

### DISC1 スキマスイッチ「Streaming LIVE "a la carte 2020" ～実際にやってみた!～」
- 2020年6月27日のライブ映像を収録。[1]

1. 時間の止め方
2. Ah Yeah!!
3. アーセンの憂鬱
4. 僕と傘と日曜日
5. 藍
6. デザイナーズマンション
7. ミスターカイト
8. 奏(かなで)
9. ゴールデンタイムラバー
10. SL9
11. ガラナ
12. トラベラーズ・ハイ
13. 全力少年
14. 時間の止め方
15. Revival(ENCORE)
16. 未来花 for Anniversary(ENCORE)
17. リアライズ(ENCORE)
18. ボクノート(Bonus Movie)
  - 当日の配信ライブでは披露されなかった楽曲。
19. LINE(Bonus Movie)
  - 当日の配信ライブでは披露されなかった楽曲。

### DISC2 デラックサー×チームスキマPresents スキマスイッチとファンクラブ会員が選んだ!神セトリの仮想ライブ!『LIVE a la carte 2020』
- 公式YouTubeチャンネルに期間限定でアップされていた「LIVE a la carte 2020」の映像を収録。[1]

1. 時間の止め方
2. Ah Yeah!!
3. アーセンの憂鬱
4. 僕と傘と日曜日
5. 藍
6. デザイナーズマンション
7. ミスターカイト
8. 奏(かなで)
9. ゴールデンタイムラバー
10. SL9
11. ガラナ
12. トラベラーズ・ハイ
13. 全力少年
14. 時間の止め方
15. 未来花 for Anniversary(ENCORE)
16. リアライズ(ENCORE)
17. デラックサー×チームスキマPresents スキマスイッチとファンクラブ会員が選んだ!神セトリの仮想ライブ!「LIVE a la carte 2020」選曲会議
18. 「Streaming LIVE "a la carte 2020" ～実際にやってみた!～」インタビュー